# Глізе 667 Cg
Глізе 667 Cg — екзопланета, що обертається за межами життєвої зони зірки Глізе 667 °C в потрійній системі Глізе 667 (сузір'я Скорпіона). Віддалена від Землі на ~22,7 світлового року.

## Орбіта
Планета обертається навколо червоного карлика завдальшки 0,5389 ± 0,0005 (0,549) астрономічної одиниці. Її орбітальний період складає 251,519 (256,2) земної доби.

## Характеристики
Середня маса об'єкту — 4,6 маси Землі. Екзопланета належить до класу надземель. Планета отримує близько однієї третини тієї енергії, яку передає Землі Сонце, і за наявності достатньої кількості парникових газів на ній теоретично можливе існування значних обсягів рідкої води.
Була відкрита 2013 року за допомогою спектрографа HARPS обсерваторії Ла-Сілья Європейської південної обсерваторії в Чилі.